# Зундвеого
Зундвеого (фр. Zoundwéogo) — одна из 45 провинций Буркина-Фасо. Входит в состав Юго-Центральной области. Административный центр провинции — город Манга. Площадь провинции составляет 3604 км².

## Население
По данным на 2013 год численность населения провинции составляла 291 096 человек.
Динамика численности населения провинции по годам:
| 1996    | 1997    | 2005    | 2006    | 2013    |
| ------- | ------- | ------- | ------- | ------- |
| 197 133 | 196 698 | 248 677 | 244 714 | 291 096 |

## Административное деление
В административном отношении подразделяется на 7 департаментов:
- Бере
- Бинде
- Гого
- Гомбусугу
- Гиба
- Манга
- Нобере